# 東広島市議会
東広島市議会（ひがしひろしましぎかい）は、広島県東広島市に設置されている地方議会である。

## 概要
- 定数：30人[2]
- 任期：2023年4月27日 - 2027年4月26日[3]
- 議長：奥谷 求[4][5]（創志会[6]）（2023年5月10日[7] - ）
- 副議長：牧尾良二（創生会）[4]（創生会）（2024年6月27日[8] - ）
議長は2年、副議長は1年での交代を申し合わせている[7]。
- 東広島市議会 議会事務局：東広島市役所本庁舎本館9階[9]

## 会派
2024年3月29日現在
- 清新の会（7人）
- 創志会（6人）
- 市民クラブ（5人）
- 公明党（3人）
- 創生会（3人）
- 未来の風（3人）
- 真政倶楽部（2人）
- 日本共産党（1人）

## 委員会
2024年4月10日更新
- 常任委員会
  - 総務委員会（定数8人）
  - 文教厚生委員会（定数7人）
  - 市民経済委員会（定数7人）
  - 建設委員会（定数7人）
- 議会運営委員会（定数8人）

## 議員報酬と諸手当
- 月額[11]
  - 議長：月額 560,000円
  - 副議長：月額 507,000円
  - 議員：月額 460,000円
- 期末手当：6月1日および12月1日[11]
- 政務活動費：各会派に議員1人当たり月額25,000円[11]

## 議会だより
- 東広島 市議会だより（発行：東広島市議会 / 編集：広報広聴委員会）1日発行[12]

## 議員定数
| 投開票日      | 定数 | 立候補者 |
| ------------- | ---- | -------- |
| 2007年4月22日 | 32   | 39       |
| 2011年4月24日 | 32   | 37       |
| 2015年4月26日 | 30   | 38       |
| 2019年4月21日 | 30   | 36       |
| 2023年4月23日 | 30   | 40       |

## 歴代議長
- 増井美秋
- 金清守雄
- 冨吉邦彦
- 木原亮二
- 遠地和明
- 山本孝喜
- 木原亮二
- 下村昭治
- 杉井弘文
- 坂本一彦
- 寺尾孝治
- 山下守
- 牧尾良二
- 乗越耕司
- 石原賢治
- 奥谷求（2023年5月10日 - 現職）

## 沿革
- 1974年 - 賀茂郡の4町（西条町、志和町、高屋町、八本松町）が新設合併し、東広島市が誕生。東広島市議会、発足。
- 2005年2月7日 - 賀茂郡黒瀬町・河内町、豊栄町、福富町、豊田郡安芸津町を編入。
- 2023年11月17日、市議会 議会運営委員会は、市が取り組むべき施策について議会から提案する「新たな仕組み」を導入する方針を決めた[13]。定例会での一般質問や代表質問の内容からテーマを選ぶ予定で、導入時期や提案方法は今後検討する[13]。
- 2024年2月9日開会予定の市議会定例会から、本会議での発言内容を議場のモニターにリアルタイムで映し出す字幕システムを本格導入する[14]。動画投稿サイトYouTubeでのライブ中継映像にも字幕を映し、市の5支所、3出張所のロビーで市民向けの放映開始する[14]。